# Jesse B. Jackson
Pour les articles homonymes, voir Jackson et Jesse Jackson (homonymie).
Jesse Benjamin Jackson, né le 19 novembre 1871 à Paulding et mort le 4 décembre 1947 à Columbus, est un diplomate américain et un témoin du génocide arménien.

## Biographie
Il a servi comme consul des États-Unis à Alep où la ville était la jonction de plusieurs routes importantes d'expulsion. Jackson a conclu que les politiques envers les Arméniens étaient « sans doute un schéma soigneusement planifié pour éteindre complètement la race arménienne ». Il a considéré que les « mesures anti-arméniennes en temps de guerre » était un « pillage gigantesque [par le régime] […] ». Le 15 septembre 1915, Jackson a estimé qu'un million d'Arméniens avaient été tués. Après le génocide, Jackson a dirigé une mission de secours et a été crédité d'avoir sauvé la vie de « milliers d'Arméniens ».
Après avoir servi comme consul à Alep, Jackson a servi en Italie et au Canada.
Il a reçu de nombreuses médailles, notamment l'ordre du Mérite du Liban.